# واردان آیگکتسی
واردان آیگکتسی (ارمنی: Վարդան Այգեկցի) (درگذشته: ۱۲۵۰) یک نویسنده و کشیش ارمنی بود.

## زندگی
او در روستای ماراتا در نزدیکی حلب به دنیا آمد. او در صومعه آرکاکاگین تحصیل کرد و سپس به صومعه آیگد که در کوه سیاه قرار داشت رفت و نام مستعار آیگکتسی را برای خود انتخاب کرد. گفته شده‌است که افسانه‌های او، معمولاً به عنوان آگوِساگریگ شناخته می‌شود. او در سال ۱۲۵۰ درگذشت.
در سال ۱۶۶۸، یک مجموعه گسترده‌ای از افسانه‌های آیگکتسی، تحت عنوان «آغوساگیرک» (روباه‌نامه) در آمستردام منتشر شد. نامگذاری این مجموعه بر اساس این واقعیت بود که شخصیت کلیدی بسیاری از قصه‌ها یک روباه بود. این اثر یکی از مجموعه داستان‌های ادبیات عامیانهٔ ارمنی است که از سده‌های میانه باقی مانده و در میان ارمنیان از محبوبیت بالایی برخوردار است. این کتاب یکی از نخستین کتاب‌های چاپی ارمنی است.

## یادداشت .ترجمه به فارسی.روباه نامه.ترجمه نیکید میرزایانس.ناشرنقش مانا.اصفهان.1400.شابک 978-622-98310-7-6
1. ↑  Aghvesagirk